# Linum viscosum
Linum viscosum är en linväxtart som beskrevs av Carl von Linné. Linum viscosum ingår i släktet linsläktet, och familjen linväxter. Inga underarter finns listade i Catalogue of Life.

## Bildgalleri

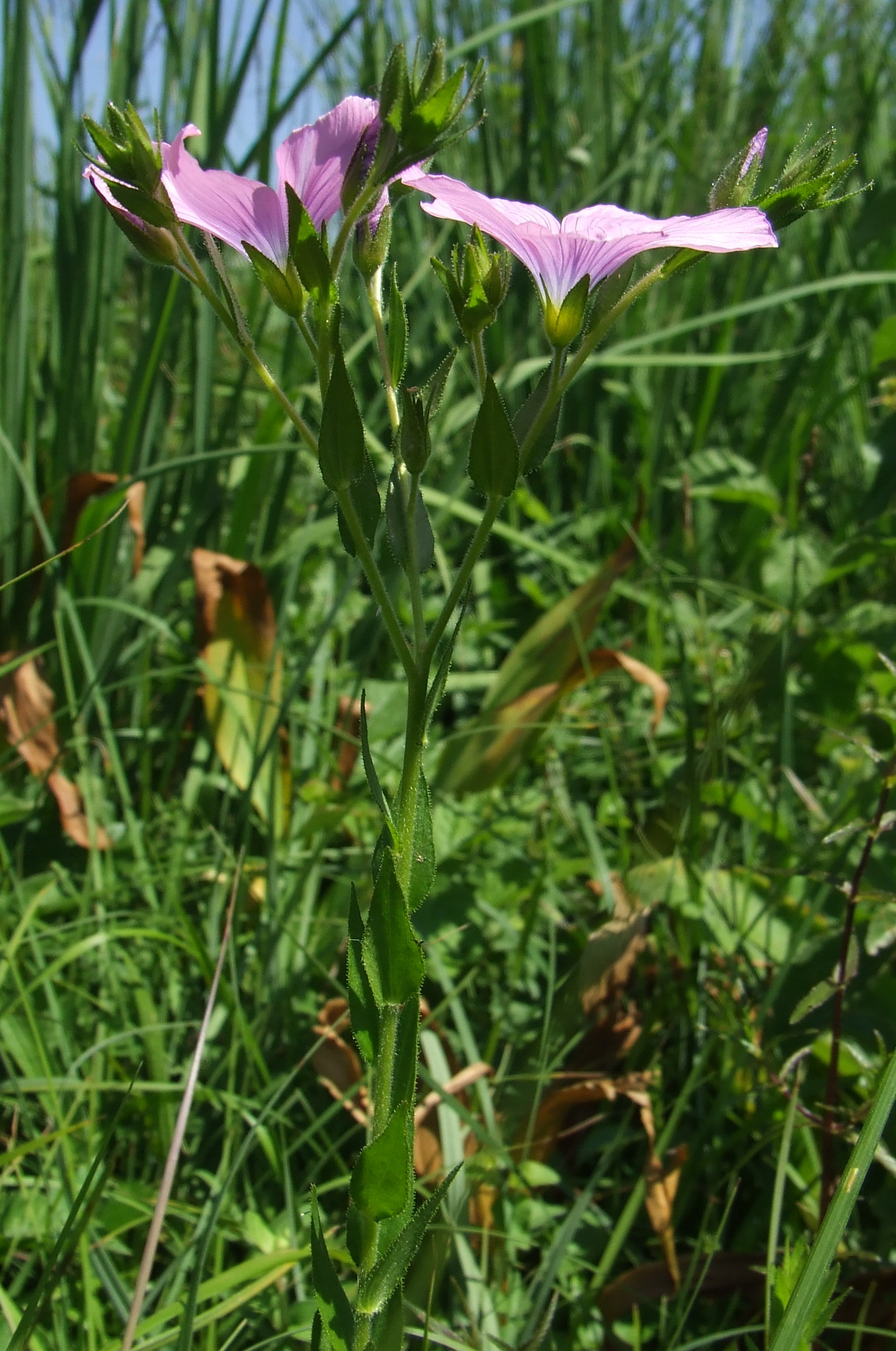
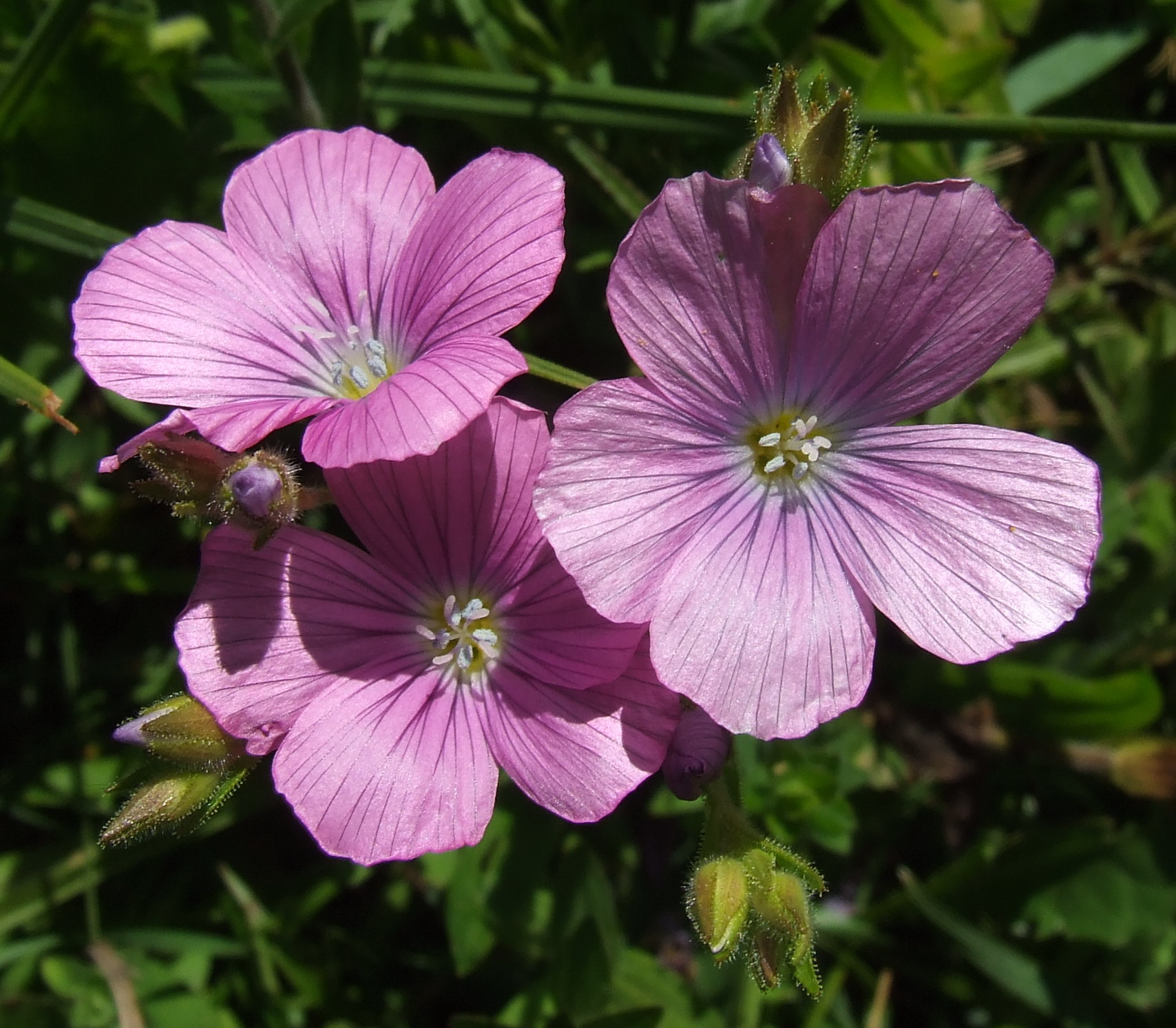
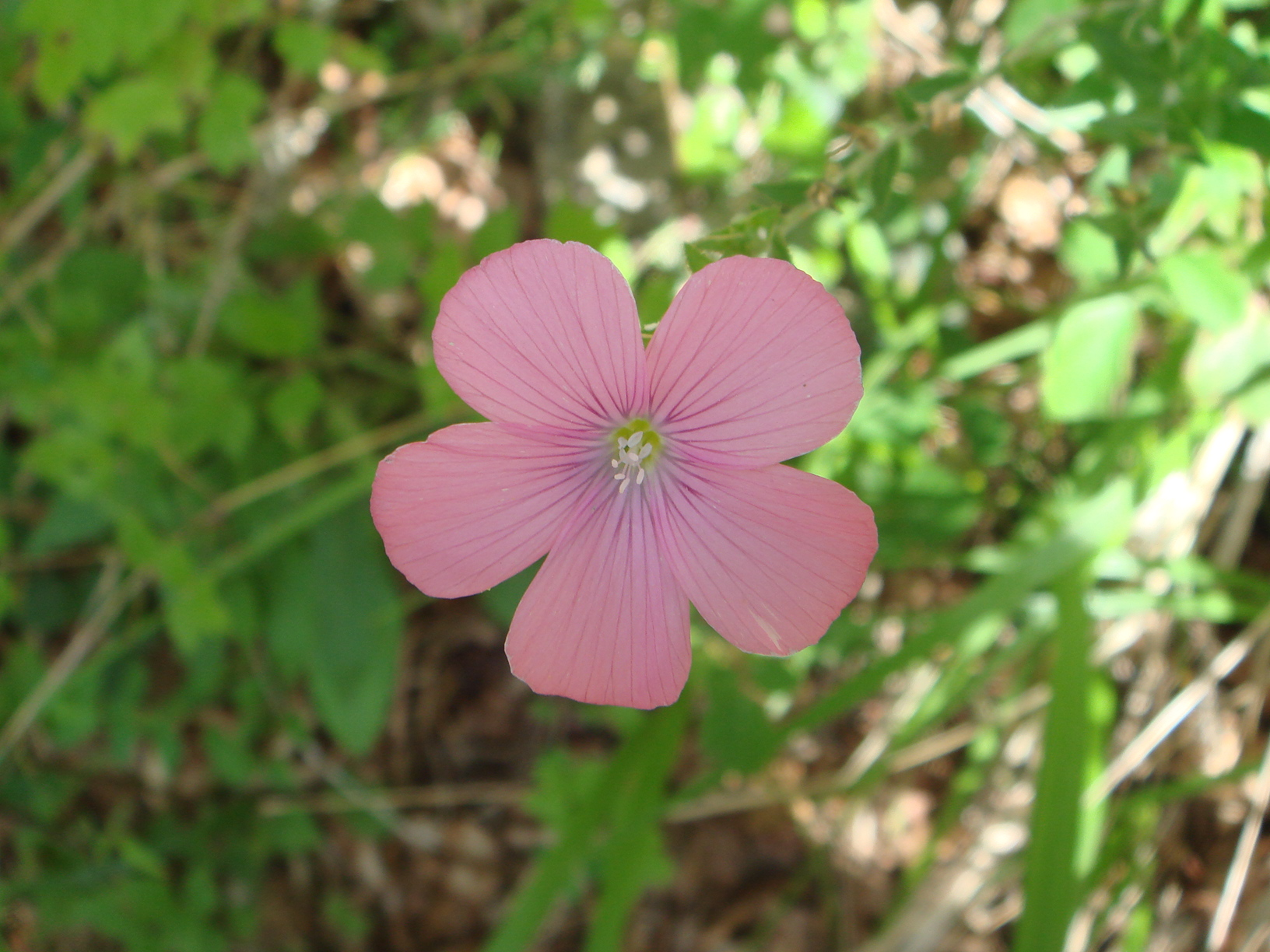
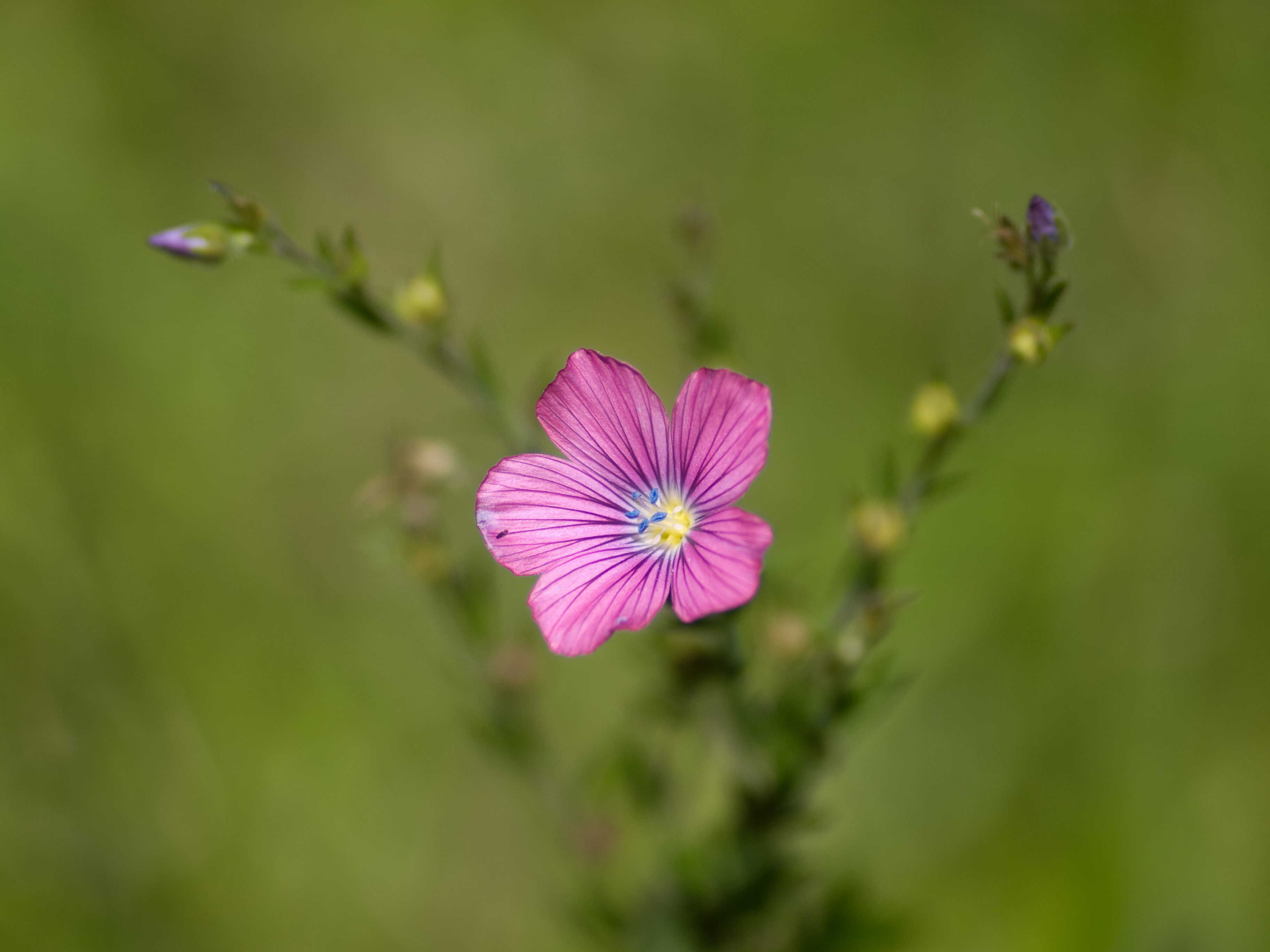
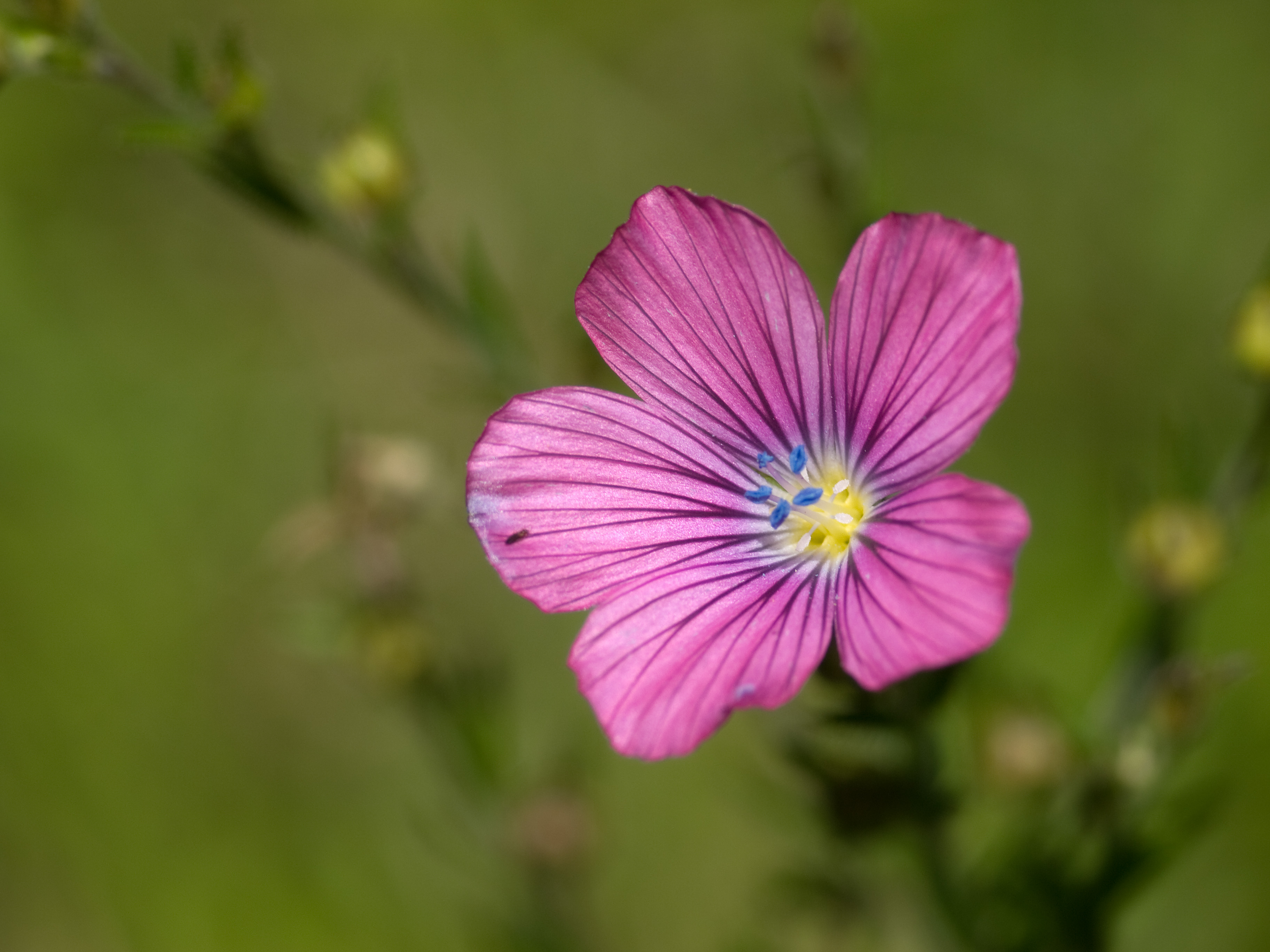